# Dusona fatigator
Dusona fatigator là một loài tò vò trong họ Ichneumonidae.